# Oreobambos
Oreobambos es un género monotípico de planta con flor de la familia de las poáceas. Su única especie, Oreobambos buchwaldii es originaria del este de África.
Algunos autores lo incluyen en el género Dendrocalamus.